# Saussenac
Saussenac település Franciaországban, Tarn megyében. Lakosainak száma 627 fő (2022. január 1.). Saussenac Andouque, Arthès, Le Garric, Lescure-d’Albigeois, Saint-Grégoire és Valderiès községekkel határos.

## Népesség
A település népessége az elmúlt években az alábbi módon változott:
| Lakosok száma | 558  | 583  | 594  | 587  | 590  | 596  | 611  | 622  | 627  |
|               | 2013 | 2015 | 2016 | 2017 | 2018 | 2019 | 2020 | 2021 | 2022 |